# Astragalus ceratoides
Astragalus ceratoides es una especie de planta del género Astragalus, de la familia de las leguminosas, orden Fabales.
Fue descrita científicamente por M. Bieb.